# Massacre de Bande
Le massacre de Bande est un crime de guerre perpétré le 24 décembre 1944, par les troupes allemandes pendant la bataille des Ardennes, dans le village de Bande, en Belgique. Ce jour-là, et le suivant pour deux d'entre eux, 34 jeunes hommes, originaires de Bande ou des environs, furent exécutés par des soldats allemands ou des collaborateurs, en représailles à des actions de la résistance belge. Un seul d'entre eux, Léon Praile, réussit à s'échapper et à témoigner du massacre. Un mémorial a été érigé sur les lieux du drame et les victimes ont été reconnues comme des martyrs de la patrie,.

## Actions du maquis de Bande en 1944
Différentes opérations menées par les maquisards dans la région de Bande en 1944 ont nourri le courroux des Allemands. Tout d'abord, en juin 1944, lorsqu'un collabo est abattu par la résistance belge. Suspecté, le secrétaire communal est arrêté et menacé d'être passé par les armes mais il parvient à s'échapper,. Le 6 juillet 1944, les communications téléphoniques entre Marche-en-Famenne et Champlon sont interrompues en raison du sabotage des lignes. Le Kreiskommandant (chef de district) oblige alors 30 civils à veiller, la nuit, sur les câbles téléphoniques et à fournir à la Feldgendarmerie de Marche cinq bicyclettes et deux radios. En septembre 1944, une semaine avant la libération, un groupe de résistants installe un maquis dans le bois de Bande. Le 5 septembre 1944, ils attaquent des Allemands et tuent trois officiers. En représailles, les Allemands jettent des grenades incendiaires et détruisent 35 maisons situées de part et d'autre de la route nationale 4 reliant Marche et la Barrière de Champlon. Un civil tentant de fuir par l'arrière de son habitation est abattu. Quelques jours avant la libération, certains habitants font flotter le drapeau belge sur leur façade achevant d'irriter les Allemands proches de décrocher face à l'avance alliée. Le village est libéré le 8 septembre 1944.

## L'offensive von Rundstedt et ses représailles
Le 22 décembre 1944, lors de la contre-offensive von Rundstedt, les troupes allemandes occupent à nouveau le village. Le lendemain, durant la nuit, une unité spéciale du Sicherheitsdienst composée de 25 à 30 hommes s'installe, à distance de la Wehrmacht qui occupait les hauteurs, le long de la nationale 4 en contre-bas dans des habitations détruites. Le Kommando est dirigé par le major Franz Lang qui est l'ancien chef de la Feldgendarmerie de Marche-en-Famenne,. Ses subordonnés sont Krüger, Knöder, Scharlak et Suhr. Ce Kommando de représailles a été constitué à Cochem qu'il quitte le 17 décembre pour faire route vers la Belgique avec pour mission d'exécuter 30 civils à Bande pour venger la mort des trois officiers allemands. Ce groupe est très hétéroclite, il est composé de SS allemands, français et wallons ainsi que d'un repris de justice suisse alémanique notoire, Ernst Haldiman. Ce groupe se revendiquait être un standgericht (tribunal de campagne) directement placé sous l'autorité d'Heinrich Himmler.

### Le 24 décembre 1944
Le 24 décembre 1944 au matin, le Kommando procède à des arrestations arbitraires de civils. Une septantaine d'hommes sont ainsi conduits à la scierie détruite Rulkin-Tasiaux pour y être interrogés. Les Allemands veulent obtenir des informations à propos des résistants qui ont assassiné les trois officiers. Durant leur interrogatoire qui dure jusqu'à la nuit tombée, ils reçoivent des coups de canne de bambou. En fin d'après-midi, ils libèrent les détenus les plus âgés. Reste alors un groupe de 33 prisonniers âgés de 17 à 32 ans. Les prisonniers sont alors conduits, mains en l'air, non loin de là. On les place sur trois rangées devant le Café de la Poste. Ensuite, un à un, ils sont conduits, à proximité, dans une maison détruite où ils sont abattus d'une balle dans la nuque avant que leur corps ne s'affale dans la cave rendue béante par l'incendie. Lorsque le tour de Léon Praile, alors âgé de 21 ans, arrive, ce dernier se rue sur le garde allemand et lui décoche un coup de poing au visage avant de se mettre à courir. Il traverse la chaussée, des coups de feu retentissent mais le manquent, il parvient ainsi à regagner la forêt enneigée. Ce sera l'unique survivant du massacre. Plus tard, il revint vers le village où il se cache jusqu'au 10 janvier dans le fenil de son oncle, le bourgmestre de Bande. Le lendemain de l'exécution, le 25 décembre, deux jeunes gens de Roy sont arrêtés et conduits à la maison Bertrand. Il connaîtront le même destin tragique que les 32 autres civils abattus la veille au même endroit,.

### Témoignage de Léon Praile
« Nous avons été arrêtés vers onze heures, l’interrogatoire a duré jusque quatre, cinq heures. Ils voulaient savoir le nom de certains maquisards qui

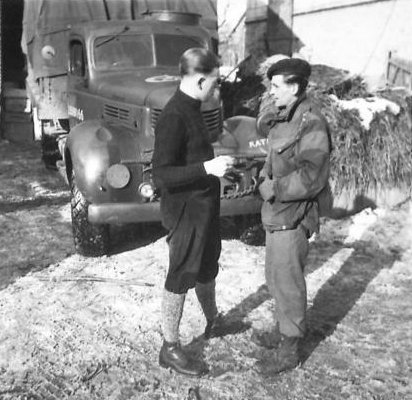
Léon Praile (1923-2004) parle avec le sergent Lawrie le 16 janvier 1945.

avaient tué des officiers allemands sur la route Marche-Bastogne en septembre. Les hommes qui nous interrogeaient faisaient partie d’une troupe spéciale, ils n’avaient rien à voir avec la Wehrmacht et les SS. Ils parlaient couramment le français. Il y avait semble-t-il un Suisse, des Français et des Belges. Vers cinq heures, ils ont groupé les plus jeunes, renvoyé les plus vieux. Ils nous ont enlevé tout ce que nous possédions, montres, cartes d’identité, papiers… Cela devenait grave. »

« On nous a rangés sur trois rangs, les mains en l’air. Alors ils ont commencé à tuer les prisonniers un par un. Un soldat conduisait le premier homme vers la cave… On entendait le coup de revolver… C’était toujours le même soldat qui conduisait vers la cave, il y en avait donc un autre qui tuait dans la maison. On entendait crier. J'ai essayé au début d'exciter mes compagnons pour se sauver, pour provoquer une espèce de débandade, mais ils n'ont pas répondu. Ils étaient déjà plus morts que vifs, il n'y a pas eu de réaction.
J'étais le quinzième, je savais que j'allais faire quelque chose mais je ne savais pas encore quoi. Arrivé deux mètres avant l'entrée de la maison, j'ai frappé l'Allemand au visage. J'avais les mains en l'air, il m'a donc été facile de le frapper sur le nez. Il est tombé et j'ai commencé à courir le plus vite possible le long de la route.
J'ai aperçu deux officiers habillés en noir, ce qui m'a obligé de traverser la route. Là, j'ai sauté une barrière, et c'est à ce moment-là que les Allemands ont tiré sur moi. Mais j'étais déjà dans les champs, j'étais pratiquement sauvé. J'étais alors déjà un peu plus calme, j'ai d'abord pensé traverser les lignes, j'ai essayé toute la nuit mais il y avait tellement d'Allemands dans tous les coins que j'ai dû rebrousser chemin vers le village. Le matin se levait quand je suis entré dans la maison de mon oncle où j'ai été me mettre au fenil, bien caché dans un coin. J'y suis resté jusqu'au 10 janvier, jusqu'au départ des Allemands. Le 11 janvier les Anglais arrivaient. Je leur ai signalé ce qui s'était passé et avec mon oncle qui était bourgmestre, nous avons découvert les 34 cadavres. »

Léon Praile, unique survivant, signera les 34 actes de décès.

### Le père Musty
Jean-Baptiste Musty (1912-1992) qui deviendra plus tard évêque auxiliaire est alors enseignant au petit séminaire de Bastogne. En décembre 1944, la plupart des élèves ont déjà quitté le séminaire, ceux restants sont répartis en trois groupes. Le père Musty se voit confier la garde de l'un d'eux composé de huit élèves en vue de trouver refuge plus à l'intérieur du pays. Le groupe se met en route via Marloie. Ils arrivent exténués à Bande quelques jours avant le drame. Le père Musty ayant reçu un accueil chaleureux et les jeunes étant harassés, il décide d'y séjourner le lendemain, et également le surlendemain. Les Américains interdisent tout mouvement de civils et les Allemands arrivent à Bande le 22 décembre. L'abbé Musty est informé le 24 décembre au matin de l'arrestation de 4 de ses élèves. Parlant allemand, il interpelle un officier, s'explique, le convainc du bien fondé de sa démarche et est autorisé à se rendre à la scierie où ils sont détenus. L'accueil y est glacial et l'abbé, intercédant pour ses protégés, est prestement éconduit, l'officier lui pointe un revolver sur la poitrine et lui tance : « Toi, le corbeau noir, fiche le camp ». Quatre élèves du petit séminaire de Bastogne trouvent ainsi la mort dans le massacre de Bande.

## La seconde libération de Bande
Les allemands en pleine débâcle quittent Bande le 10 janvier 1945. Le lendemain, une patrouille commandée par le Lieutenant Charles Radino composée de paras belges du SAS arrive à Bande,. Ils sont rejoints par le 9th Parachute Battalion de la 6th Airborne Division. Aussitôt informés par Léon Praile, le bourgmestre et l'abbé Musty, ils se rendent sur place où ils découvrent dissimulés par plusieurs épaisseurs de poutres calcinées, les corps gelés des 34 victimes. « Why? » s'écrie le commandant du 9e bataillon de parachutistes. Il déclare au père Musty : « M. L'Abbé, je vais obliger tous mes soldats à passer devant ces 34 cadavres. Je veux qu'ils se rendent compte que c'est vrai. Cela va paraître dans la presse américaine, les gens vont hausser les épaules et dire que c'est de la propagande, qu'il n'est pas possible que pareille chose arrive. Je veux qu'ils viennent voir que tout cela s'est bien passé ».
Des funérailles collectives sont organisées le 18 janvier 1945.

## Mémorial aux fusillés de la Noël 1944
Le 6 juin 1948 est inauguré un monument commémoratif à l'emplacement de la cave des fusillés où les 34 civils furent exécutés. Y figure une sculpture de Victor Demanet représentant un civil agenouillé attendant son exécution. La cave des fusillés a été préservée et reste accessible. Elle comporte un monument où figure des portraits des 34 victimes ainsi que leur nom.

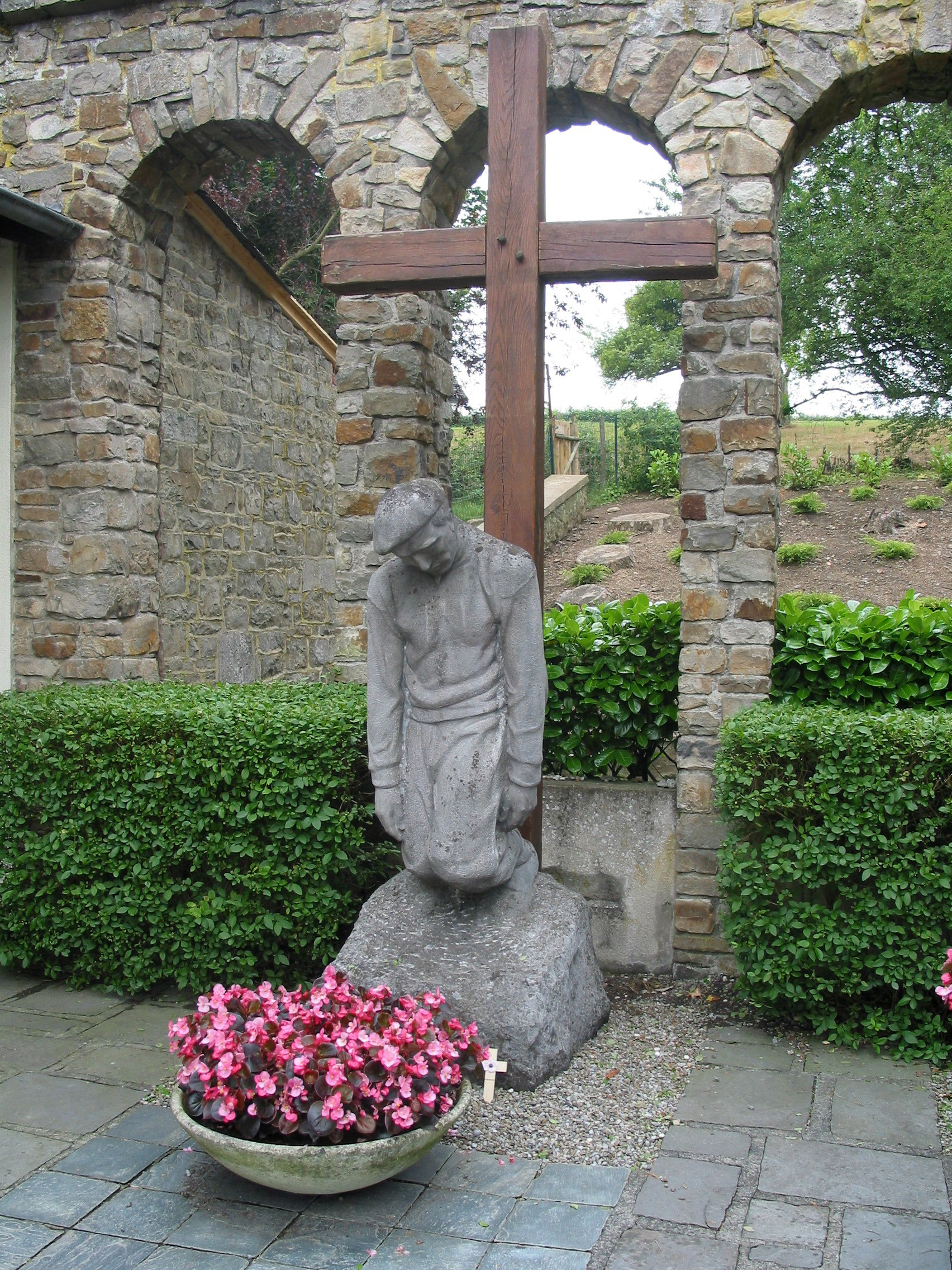
La sculpture de Victor Demanet (1895-1964)

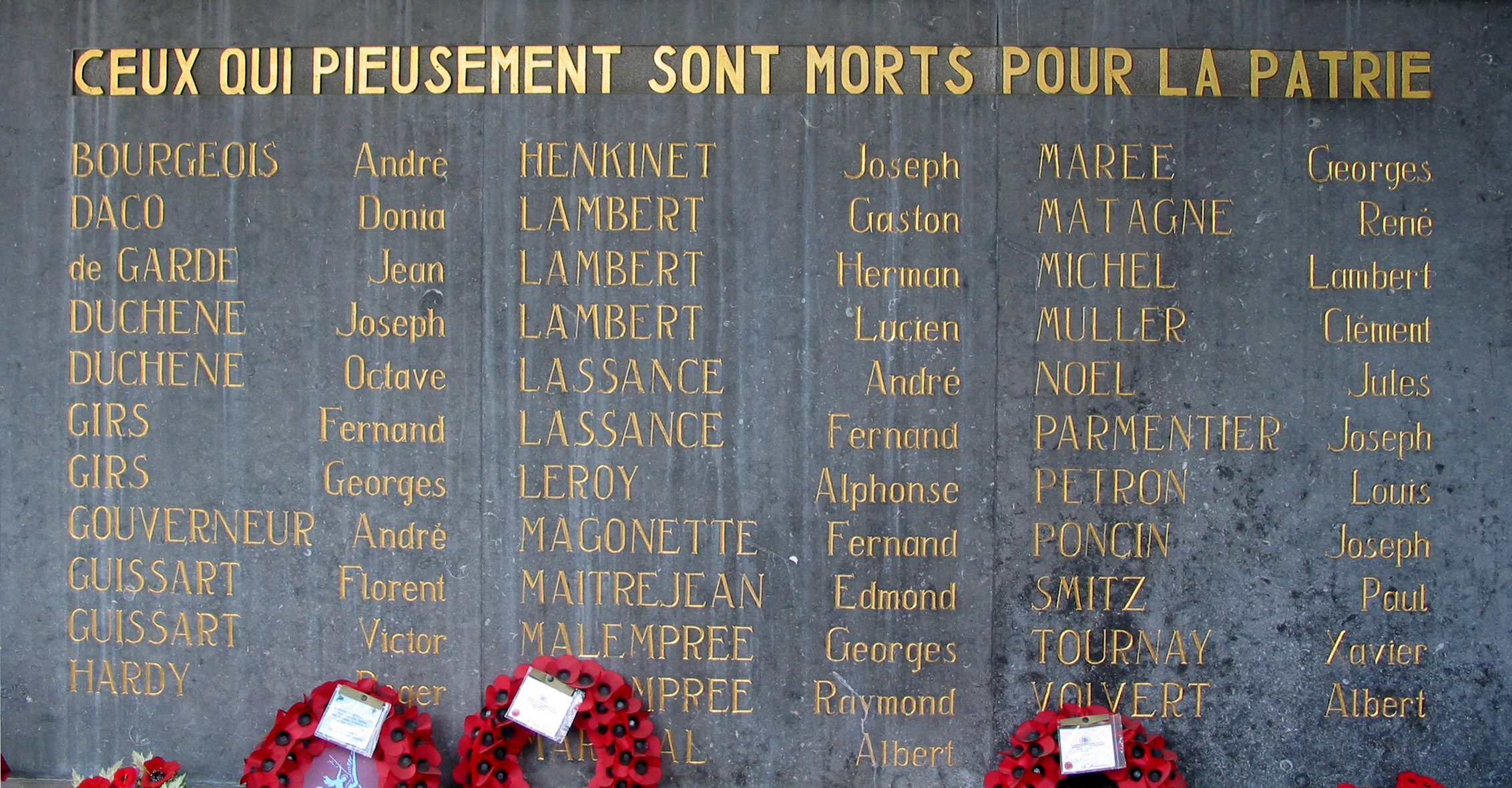
Les 34 noms figurant sur le mémorial

## Jugement
Le seul auteur des faits à avoir pu être identifié et jugé est le Suisse Ernst Haldiman. Arrêté près de Bâle, il fut jugé par un tribunal suisse en 1948 et condamné à 20 années de réclusion. Il fut libéré sur parole en 1960.
Le massacre est évoqué par Léon van der Essen, professeur de l'Université catholique de Louvain et membre de la Commission des Crimes de Guerre, dans son témoignage donné le 4 février 1946 au cours du procès de Nuremberg.

## Galerie

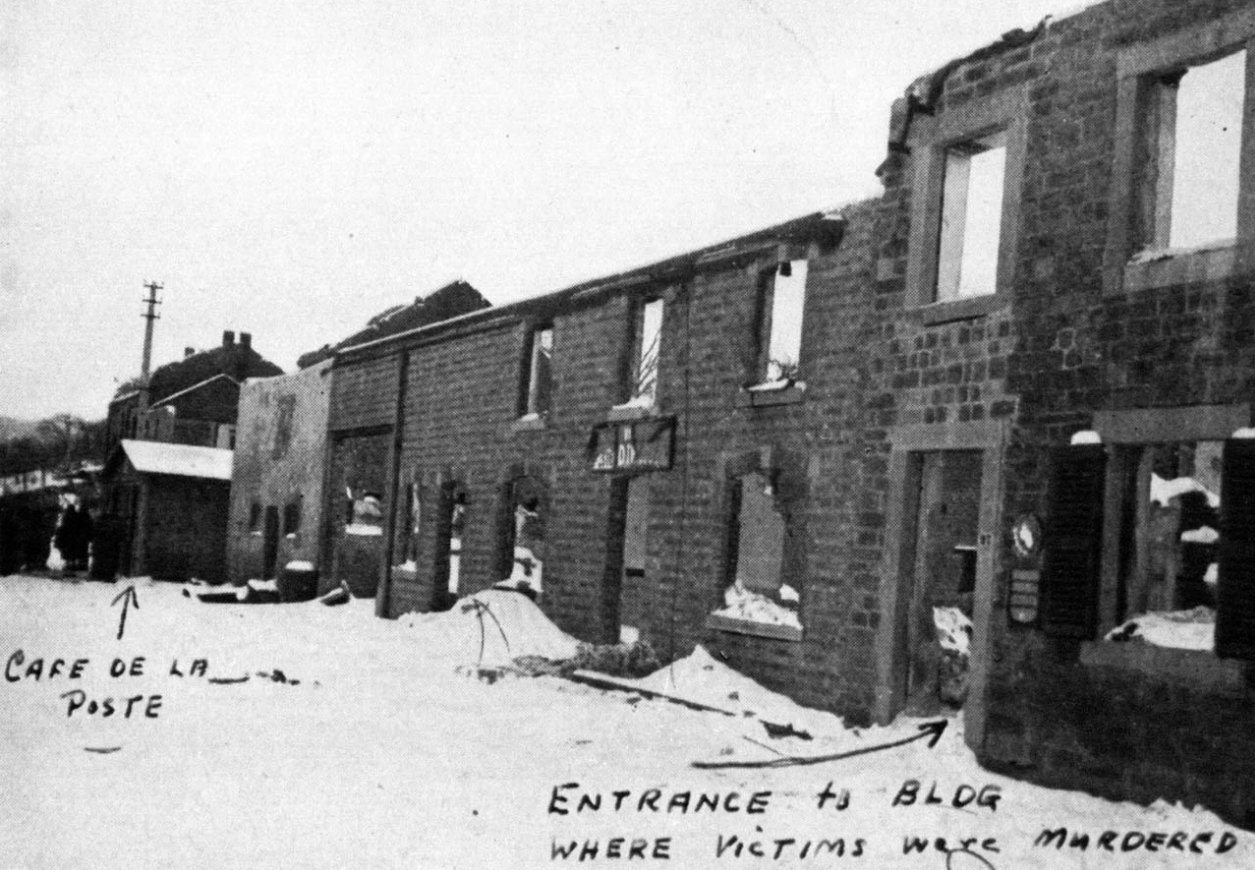
Le Café de la Poste de Bande, l'hôtel de la poste (détruit) et la maison Bertrand (détruite) où furent exécutées les victimes.
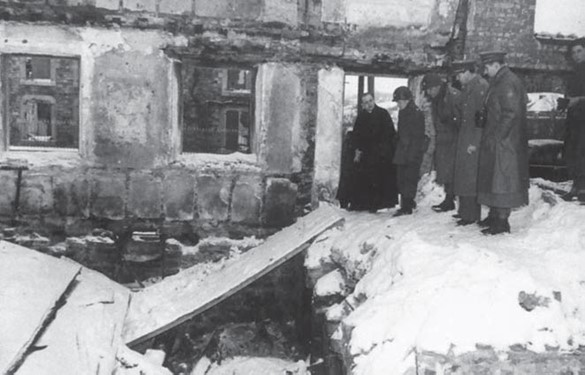
Le père Musty indique l'endroit où se trouvent les corps aux officiers alliés.
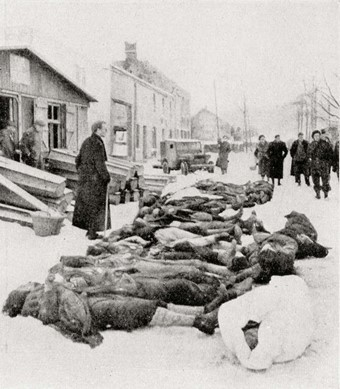
Le père Musty devant les dépouilles des 34 civils.
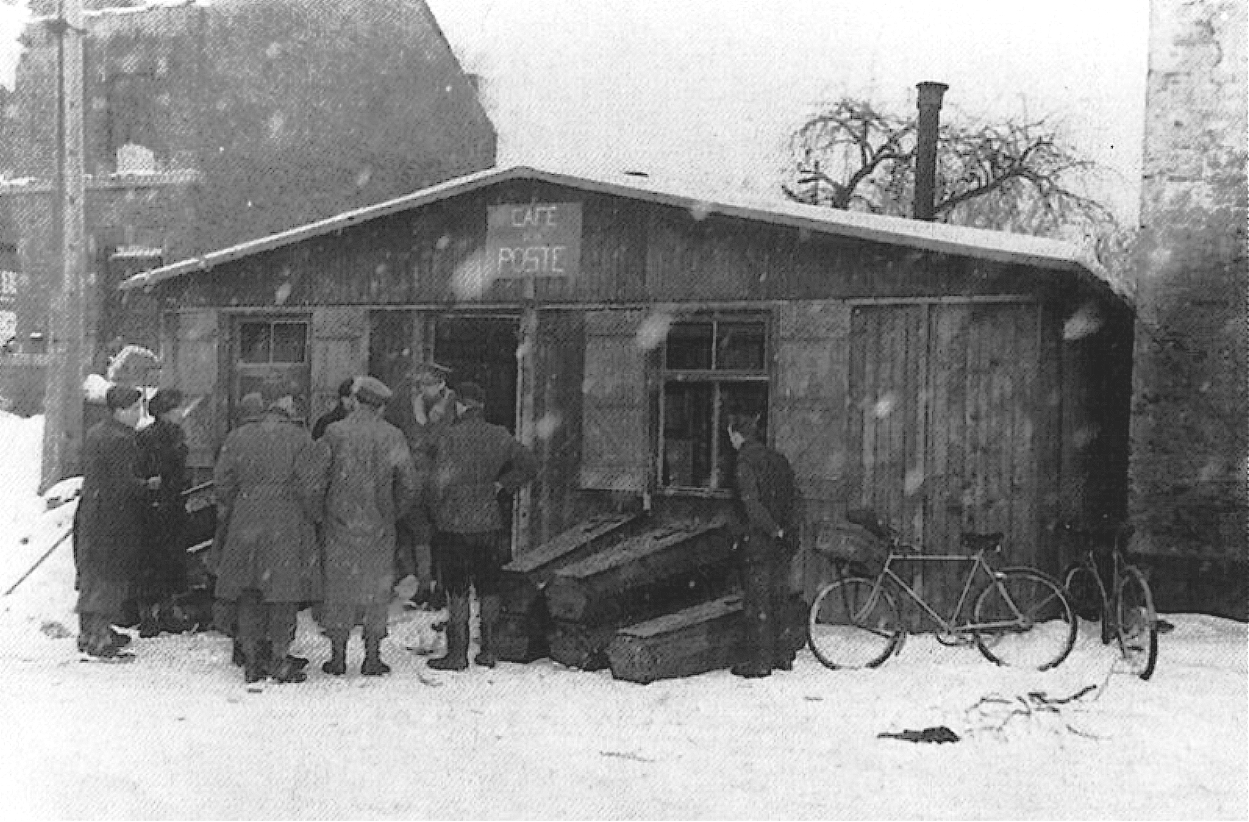
Les cercueils devant le Café de la Poste, le 11 janvier 1945, lors de la mise en bière.